# Trouville
Trouville é uma comuna francesa na região administrativa da Normandia, no departamento de Sena Marítimo. Estende-se por uma área de 10,33 km². Em 2010 a comuna tinha 633 habitantes (densidade: 61,3 hab./km²).